# Vilhelm X av Akvitanien
Vilhelm X av Akvitanien, född 1099, död 1137, var regerande hertig av Akvitanien från 1126 till 1137. 
Han var son till Vilhelm IX av Akvitanien och Filippa av Toulouse.